# غزا فرمش
غزا فرمش Géza Vermes 22 يونيو 1924 - 8 مايو 2013 عالم هنغاري وكاتب في تاريخ الدين وخاصة تاريخ اليهودية والمسيحية. وهو مشهور كعالم بارز متخصص في مخطوطات البحر الميت وغيرها من الكتابات القديمة باللغة الآرامية وفي مجال حياة ودين المسيحي. تركز كتاباته حول المسيح كما يُرى تحت ضوء تاريخ اليهود وعقائدهم.
يوصف بأنه أعظم عالم في عصره حول حياة المسيح.

## السيرة
ولد في ماكو في هنغاريا لأبوين يهوديين، وقد عمد ثلاثتهم ككاثوليك في سنته السابعة. مات أبوه الصحفي وأمه في الهولوكوست. أصبح بعد الحرب العالمية الثانية راهبا مسيحيا ودرس بداية في بودابست ومن ثم في معهد سانت ألبرت وجامعة لوفن الكاثوليكية في بلجيكا حيث درس تاريخ ولغات الشرق وحصل عام 1953 على دكتوراة في الإلهيات وكانت أطروحته عن الإطار التاريخي لمخطوطات البحر الميت. ترك الكنيسة الكاثوليكية في 1957 ورجع للدين اليهودي. سافر إلى بريطانيا وعمل مدرسات في جامعة نيوكاسل آبون تاين. تزوج في 1958 وانضم في 1965 إلى كلية الدراسات الشرقية في جامعة أكسفورد ليصبح أستاذ الدراسات اليهودية قبل تقاعده عام 1991 ليتفرغ للتأليف. توفى في 8 مايو 2013 بالسرطان.

## العمل الأكاديمي
كان غزا أحد أول العلماء الذين فحصوا مخطوطات البحر الميت بعد اكتشافها عام 1947، وهو مؤلف الترجمة المعيارية للمخطوطات إلى اللغة الإنكليزية والتي طبعت أولا عام 1962 لتنشرها لاحقا بنغوين كلاسيكس عام 2004.
وهو الآن الأستاذ الفخري للدراسات اليهودية والزميل الفخري في معهد ولفسن في أكسفورد، ويتابع التدريس في المعهد الشرقي في أكسفورد. وحرر مجلة الدراسات اليهودية منذ 1971 وأصبح مدير منتدى أكسفورد حول أبحاث قمران (مخطوطات البحر الميت) في مركز أكسفورد للدراسات العبرية واليهودية. وهو زميل للأكاديمية البريطانية وفي الأكاديمية الأوروبية للفنون والعلوم والإنسانيات، وحصل على دكتوراة حروف من أكسفورد عام 1988 ودكتورات فخرية من جامعة إدنبرة في 1989 وجامعة درهام 1990 وجامعة شفيلد في 1994. ويُعتبر كتابه يسوع اليهودي Jesus the Jew أحد أهم كتبه على الإطلاق وأحد أهم الكتب في القرن العشرين التي تكلمت حول حياة يسوع المسيح.
Jesus the Jew

## بعض مؤلفاته
- Scripture and tradition in Judaism: Haggadic studies (Studia post-biblica), Brill, Leiden 1961 ISBN 90-04-03626-1
- Jesus the Jew: A Historian's Reading of the Gospels, Minneapolis, Fortress Press 1973 ISBN 0-8006-1443-7
- The Dead Sea Scrolls: Qumran in Perspective, Minneapolis, Fortress Press 1977 ISBN 0-8006-1435-6
- Jesus and the World of Judaism, Minneapolis, Fortress Press 1983 ISBN 0-8006-1784-3
- The Essenes According to the Classical Sources (with Martin Goodman (historian)|Martin Goodman), Sheffield Academic Press 1989 ISBN 1-85075-139-0
- The Religion of Jesus the Jew, Minneapolis, Fortress Press 1993 ISBN 0-8006-2797-0
- The Changing Faces of Jesus, London, Penguin 2001 ISBN 0-14-026524-4
- Jesus in his Jewish Context ، Minneapolis, Fortress Press 2003 ISBN 0-8006-3623-6
- The Authentic Gospel of Jesus, London, Penguin 2004 ISBN 0-14-100360-X
- The Passion, London, Penguin 2005 ISBN 0-14-102132-2.
- Who's Who in the Age of Jesus, London, Penguin 2005 ISBN 0-14-051565-8
- The Nativity: History and Legend, London, Penguin 2006 ISBN 0-14-102446-1